# Kari Traa
Kari Traa (Voss, Noruega 1974) és una esquiadora noruega, especialista en esquí acrobàtic i guanyadora de tres medalles olímpiques en aquest esport.

## Biografia
Va néixer el 28 de gener de 1974 a la ciutat de Voss, població situada al comtat d'Hordaland.
L'any 2002 va fundar la seva pròpia empresa de roba esportiva, que va obtenir diversos premis. En retirar-se es va dedicar a contractar joves talents d'esquí i ha participat en l'organització de diverses competicions mundials. També col·labora en el festival Ekstremsportveko (Setmana d'esports extrems) que es fa a la seva ciutat nadal i que és considerat com un dels festivals d'exports extrems més grans del món.

## Carrera esportiva
Va participar en els Jocs Olímpics d'Hivern de 1992 realitzats a Albertville (França), on finalitzà catorzena en la prova de bamps. Després de l'absència en els Jocs Olímpics d'Hivern de 1994 de Lillehammer (Noruega) per culpa d'una lesió, en els Jocs Olímpics d'Hivern de 1998 fets a Nagano (Japó) aconseguí guanyar la medalla de bronze en la prova de bamps. En els Jocs Olímpics d'Hivern de 2002 realitzats a Salt Lake City (Estats Units) guanyà la medalla d'or en aquesta prova i en els Jocs Olímpics d'Hivern de 2006 de a Torí (Itàlia) guanyà la medalla de plata en la prova de bamps, convertint-se fins al moment en l'única dona en aconseguir tres medalles olímpiques en aquest esport.
Al llarg de la seva carrera ha estat quatre vegades campiona del món d'esquí acrobàtic, el 2001 (bamps i bamps paral·lels) i 2003 (bamps i bamps paral·lels), i també té tres medalles de plata (també tant en bamps com en bamps paral·lels el 1999, i en bamps el 2005). En total, ha obtingut 37 victòries a la Copa del Món.